# ناتالیا درویجینا
ناتالیا درویجینا (روسی: Наталья Дерюгина؛ زادهٔ ۲۳ آوریل ۱۹۷۱) بازیکن هندبال اهل تیم متحد در بازی‌های المپیک است.